# Україна на пісенному конкурсі Євробачення 2020
Україна анонсувала участь у 65-му пісенному конкурсі «Євробачення», який мав відбутися в Роттердамі, Нідерланди. У лютому 2020 року Національна суспільна телерадіокомпанія України спільно з українським телеканалом «СТБ» провела національний відбір, за підсумками якого Україну на пісенному конкурсі мав представити гурт «Go_A» з піснею «Соловей». Однак через пандемію коронавірусу пісенний конкурс не відбувся.

## Передісторія
У 2002 році «Національна телекомпанія України» долучилася до пісенного конкурсу «Євробачення». Відтоді Україна була представлена на конкурсі 15 разів, із яких двічі перемагала: 2004 року з піснею «Wild dances» і 2016 року — з «1944». Найгіршим результатом України на конкурсі став 2017 рік. Тоді з піснею «Time» країну представив гурт «O.Torvald», посівши 24 місце. У 2018 році після закінчення трирічного контракту з телеканалом «СТБ» щодо спільного проведення Національного відбору на пісенний конкурс «Євробачення», «Національна суспільна телерадіокомпанія України» підписала новий контракт, який діятиме до 2021 року включно.

## Національний відбір
Перший етап «Національного відбору» тривав із 16 жовтня 2019 по 20 січня 2020 року. За оновленими правилами учасником відбору міг бути виконавець або колектив, який не здійснював концертну діяльність, виступи, участь у будь-яких публічних та/або приватних заходах, організованих державними органами, установами, господарюючими суб'єктами тощо Російської Федерації чи на території Російської Федерації, в Автономній Республіці Крим та/або на окупованій території України після 15 березня 2014 року та не планує, не здійснюватиме анонсів відповідних виступів(у) як в період до і під час проведення «Відбору», так і в період після «Відбору» до дати фіналу конкурсу; не здійснював в'їзд на територію/виїзд із території Автономної Республіки Крим із порушенням законодавства України. Приймання заявок триватиме до 25 грудня 2019 року, після чого музичний продюсер Руслан Квінта разом із телеканалом «СТБ» за участі представника НСТУ оберуть учасників для участі в півфіналах.
Телевізійна зйомка Національного відбору відбувалася в Палаці культури КПІ ім. Ігоря Сікорського 8, 15 та 22 лютого 2020 року. Ведучим шоу став Сергій Притула, а учасників оцінювали:
- Андрій Данилко — співак та композитор, представник України на 52-му пісенному конкурсі «Євробачення» в образі Вєрки Сердючки[8];
- Тіна Кароль — співачка, представниця України на 51-му пісенному конкурсі «Євробачення»[9];
- Віталій Дроздов — генеральний продюсер радіохолдингу «ТАВР Медіа» та генеральний директор радіомережі «Хіт FM»[10].

| Півфіналісти                | Півфіналісти      | Півфіналісти                   | Півфіналісти           | Півфіналісти                                                                  | Півфіналісти |
| Виконавець                  | Пісня             | Переклад                       | Мова                   | Автори                                                                        |              |
| --------------------------- | ----------------- | ------------------------------ | ---------------------- | ----------------------------------------------------------------------------- | ------------ |
| Гурт «[O]»                  | «Там, куди я йду» | —                              | українська             | Олександр Каспров, Ольга Чернишова                                            |              |
| Khayat[а]                   | «Call for love»   | Викликаю любов                 | англійська             | Андрій Хайат                                                                  |              |
| Ассоль                      | «Save it»         | Збережи це                     | англійська             | Катерина Гуменюк, Максим Захарін, Анна Чернуха, Ельдар Байрамов, Ян Лікаренко |              |
| «Cloudless»                 | «Drown me down»   | Заглушив мене                  | англійська             | Юрій Каналош, Антон Панфілов, Михайло Шатохін                                 |              |
| Garna                       | «Who we are?»     | Хто ми є?                      | англійська             | Альона Левашова                                                               |              |
| Катя Chilly                 | «Піч»             | —                              | українська             | Катерина Кондратенко                                                          |              |
| «Fo Sho»                    | «BLCK SQR»        | Чорний квадрат                 | англійська             | Бетті, Сіона і Міріам Ендале                                                  |              |
| Девід Аксельрод[б]          | «Horizon»         | Горизонт                       | англійська             | Девід Аксельрод, Володимир Григорович, Павло Шилько                           |              |
| Олександр Порядинський      | «Savior»          | Рятівник                       | англійська             | Яна Ковальова                                                                 |              |
| «Tvorchi»                   | «Bonfire»         | Багаття                        | англійська             | Андрій Гуцуляк, Джеффрі Кенні                                                 |              |
| Gio Dara                    | «Feeling so lost» | Відчуваю себе таким загубленим | англійська             | Ґіорґі Дарахвелідзе                                                           |              |
| Jerry Heil                  | «Vegan»           | Веган                          | англійська             | Яна Шемаєва                                                                   |              |
| Krutь                       | «99»              | —                              | англійська, українська | Михайло Клименко, Антон Бабич, Марина Круть                                   |              |
| Еліна Іващенко              | «Get up»          | Підводься                      | англійська             | Еліна Іващенко                                                                |              |
| «Go_A»                      | «Соловей»         | —                              | українська             | Тарас Шевченко, Катерина Павленко                                             |              |
| «Moonzoo» feat. F.M.F. Sure | «Maze»            | Лабіринт                       | англійська             | Олександр Васетський, Френсіс                                                 |              |

Нотатки:
а. ↑  Khayat — учасник національного відбору на «Євробачення-2019». Із піснею «Ever» він посів п'яте місце у другому півфіналі, набравши в підсумку вісім балів.
б. ↑  Девід Аксельрод — учасник проєкту «Ти — зірка!», що був відбірковим конкурсом на «Євробачення-2006», та відбору на «Євробачення-2014», де з піснею «Быть там, где ты» посів третє місце.

### Перший півфінал
8 лютого 2020 року в Палаці культури КПІ ім. Ігоря Сікорського відбувся перший півфінал Національного відбору на «Євробачення-2020». Учасники виступили згідно зі своїми порядковими номерами, які попередньо визначили під час жеребкування. Після виступу останнього учасника організатори відкрили лінії для голосування, яке тривало протягом п'ятнадцяти хвилин. За результатами голосування найвищий бал від суддів і глядачів дістала співачка Krutь, а найменший — Ассоль. У підсумку до фіналу пройшли співачки Krutь, Jerry Heil та гурт «Go_A».
Крім основних учасників, у півфіналі Національного відбору виступив представник України на «Євробаченні-2018» співак Mélovin. Він виконав пісню «Oh, no!» в перерві між оголошенням результатів суддівського і глядацького голосування.
| Перший півфінал — 8 лютого 2020 | Перший півфінал — 8 лютого 2020 | Перший півфінал — 8 лютого 2020 | Перший півфінал — 8 лютого 2020 | Перший півфінал — 8 лютого 2020 | Перший півфінал — 8 лютого 2020 | Перший півфінал — 8 лютого 2020 | Перший півфінал — 8 лютого 2020 |
| Номер                           | Виконавець                      | Пісня                           | Судді                           | Телеголосування                 | Телеголосування                 | Підсумок                        | Місце                           |
| Номер                           | Виконавець                      | Пісня                           | Судді                           | Відсотки                        | Бали                            | Підсумок                        | Місце                           |
| ------------------------------- | ------------------------------- | ------------------------------- | ------------------------------- | ------------------------------- | ------------------------------- | ------------------------------- | ------------------------------- |
| 1                               | Гурт «[O]»                      | «Там, куди я йду»               | 3                               | 5,46 %                          | 2                               | 5                               | 7                               |
| 2                               | Jerry Heil                      | «Vegan»                         | 7                               | 16,28 %                         | 6                               | 13                              | 3                               |
| 3                               | Катя Chilly                     | «Піч»                           | 4                               | 8,44 %                          | 3                               | 7                               | 5                               |
| 4                               | Krutь                           | «99»                            | 8                               | 22,69 %                         | 8                               | 16                              | 1                               |
| 5                               | «Go_A»                          | «Соловей»                       | 6                               | 18,11 %                         | 7                               | 13                              | 2                               |
| 6                               | «Cloudless»                     | «Drown me down»                 | 5                               | 14,75 %                         | 5                               | 10                              | 4                               |
| 7                               | Gio                             | «Feeling so lost»               | 2                               | 8,84 %                          | 4                               | 6                               | 6                               |
| 8                               | Ассоль                          | «Save it»                       | 1                               | 5,43 %                          | 1                               | 2                               | 8                               |

| Результати суддівського голосування | Результати суддівського голосування | Результати суддівського голосування | Результати суддівського голосування | Результати суддівського голосування | Результати суддівського голосування | Результати суддівського голосування |
| Номер                               | Пісня                               | Судді                               | Судді                               | Судді                               | Підсумок                            | Бали                                |
| Номер                               | Пісня                               | Данилко                             | Кароль                              | Дроздов                             | Підсумок                            | Бали                                |
| ----------------------------------- | ----------------------------------- | ----------------------------------- | ----------------------------------- | ----------------------------------- | ----------------------------------- | ----------------------------------- |
| 1                                   | «Там, куди я йду»                   | 3                                   | 3                                   | 3                                   | 9                                   | 3                                   |
| 2                                   | «Vegan»                             | 5                                   | 7                                   | 7                                   | 19                                  | 7                                   |
| 3                                   | «Піч»                               | 4                                   | 6                                   | 4                                   | 14                                  | 4                                   |
| 4                                   | «99»                                | 7                                   | 8                                   | 8                                   | 23                                  | 8                                   |
| 5                                   | «Соловей»                           | 8                                   | 5                                   | 5                                   | 18                                  | 6                                   |
| 6                                   | «Drown me down»                     | 6                                   | 2                                   | 6                                   | 14                                  | 5                                   |
| 7                                   | «Feeling so lost»                   | 1                                   | 4                                   | 2                                   | 7                                   | 2                                   |
| 8                                   | «Save it»                           | 2                                   | 1                                   | 1                                   | 4                                   | 1                                   |

### Другий півфінал
15 лютого 2020 року в Палаці культури КПІ ім. Ігоря Сікорського відбувся другий півфінал Національного відбору на «Євробачення-2020». Учасники виступили згідно зі своїми порядковими номерами, які попередньо визначили під час жеребкування. Після виступу останнього учасника організатори відкрили лінії для голосування, за підсумками якого найвищий бал від суддів і глядачів дістав гурт «Tvorchi», а найменший — співачка Garna. У підсумку до фіналу пройшли співаки Девід Аксельрод, Khayat та гурт «Tvorchi».
Крім основних учасників, у півфіналі Національного відбору виступили гурт «The Hardkiss», представниця України на Дитячому пісенному конкурсі «Євробачення-2019» Софія Іванько та представник Чехії на «Євробаченні-2020» Бенні Крісто.
Після підбиття підсумків другого півфіналу відбулося жеребкування між фіналістами Національного відбору, за результатами якого учасники виступлять у фіналі в такому порядку: Krutь, Jerry Heil, «Go_A», Девід Аксельрод, Khayat, «Tvorchi».
| Другий півфінал — 15 лютого 2020 | Другий півфінал — 15 лютого 2020 | Другий півфінал — 15 лютого 2020 | Другий півфінал — 15 лютого 2020 | Другий півфінал — 15 лютого 2020 | Другий півфінал — 15 лютого 2020 | Другий півфінал — 15 лютого 2020 | Другий півфінал — 15 лютого 2020 |
| Номер                            | Виконавець                       | Пісня                            | Судді                            | Телеголосування                  | Телеголосування                  | Підсумок                         | Місце                            |
| Номер                            | Виконавець                       | Пісня                            | Судді                            | Відсотки                         | Бали                             | Підсумок                         | Місце                            |
| -------------------------------- | -------------------------------- | -------------------------------- | -------------------------------- | -------------------------------- | -------------------------------- | -------------------------------- | -------------------------------- |
| 1                                | «Moonzoo» feat. F.M.F. Sure      | «Maze»                           | 5                                | 9,46 %                           | 2                                | 7                                | 6                                |
| 2                                | «Fo Sho»                         | «BLCK SQR»                       | 3                                | 10,77 %                          | 3                                | 6                                | 7                                |
| 3                                | Еліна Іващенко                   | «Get up»                         | 4                                | 10,94 %                          | 4                                | 8                                | 5                                |
| 4                                | Олександр Порядинський           | «Savior»                         | 2                                | 11,72 %                          | 6                                | 8                                | 4                                |
| 5                                | Garna                            | «Who we are?»                    | 1                                | 5,65 %                           | 1                                | 2                                | 8                                |
| 6                                | Khayat                           | «Call for love»                  | 7                                | 17,87 %                          | 7                                | 14                               | 2                                |
| 7                                | Девід Аксельрод                  | «Horizon»                        | 6                                | 11,56 %                          | 5                                | 11                               | 3                                |
| 8                                | «Tvorchi»                        | «Bonfire»                        | 8                                | 22,03 %                          | 8                                | 16                               | 1                                |

| Результати суддівського голосування | Результати суддівського голосування | Результати суддівського голосування | Результати суддівського голосування | Результати суддівського голосування | Результати суддівського голосування | Результати суддівського голосування |
| Номер                               | Пісня                               | Судді                               | Судді                               | Судді                               | Підсумок                            | Бали                                |
| Номер                               | Пісня                               | Данилко                             | Кароль                              | Дроздов                             | Підсумок                            | Бали                                |
| ----------------------------------- | ----------------------------------- | ----------------------------------- | ----------------------------------- | ----------------------------------- | ----------------------------------- | ----------------------------------- |
| 1                                   | «Maze»                              | 7                                   | 2                                   | 7                                   | 16                                  | 5                                   |
| 2                                   | «BLCK SQR»                          | 2                                   | 4                                   | 3                                   | 9                                   | 3                                   |
| 3                                   | «Get up»                            | 3                                   | 7                                   | 4                                   | 14                                  | 4                                   |
| 4                                   | «Savior»                            | 4                                   | 3                                   | 2                                   | 9                                   | 2                                   |
| 5                                   | «Who we are?»                       | 1                                   | 1                                   | 1                                   | 3                                   | 1                                   |
| 6                                   | «Call for love»                     | 6                                   | 8                                   | 5                                   | 19                                  | 7                                   |
| 7                                   | «Horizon»                           | 5                                   | 6                                   | 6                                   | 17                                  | 6                                   |
| 8                                   | «Bonfire»                           | 8                                   | 5                                   | 8                                   | 21                                  | 8                                   |

### Фінал
22 лютого 2020 року відбувся фінал Національного відбору на «Євробачення-2020». За результатами Національного відбору на «Євробачення-2020» переміг гурт «Go_A» з піснею «Соловей».
Крім основних учасників, у фіналі Національного відбору виступили Джамала, Тіна Кароль та Вєрка Сердючка. 
| Фінал — 22 лютого 2020 | Фінал — 22 лютого 2020 | Фінал — 22 лютого 2020 | Фінал — 22 лютого 2020 | Фінал — 22 лютого 2020 | Фінал — 22 лютого 2020 | Фінал — 22 лютого 2020 | Фінал — 22 лютого 2020 |
| Номер                  | Виконавець             | Пісня                  | Судді                  | Телеголосування        | Телеголосування        | Підсумок               | Місце                  |
| Номер                  | Виконавець             | Пісня                  | Судді                  | Відсотки               | Бали                   | Підсумок               | Місце                  |
| ---------------------- | ---------------------- | ---------------------- | ---------------------- | ---------------------- | ---------------------- | ---------------------- | ---------------------- |
| 1                      | Krutь                  | «99»                   | 5                      | 19,90 %                | 4                      | 9                      | 3                      |
| 2                      | Jerry Heil             | «Vegan»                | 1                      | 7,00 %                 | 1                      | 2                      | 6                      |
| 3                      | «Go_A»                 | «Соловей»              | 6                      | 25,43 %                | 6                      | 12                     | 1                      |
| 4                      | Девід Аксельрод        | «Horizon»              | 3                      | 11,30 %                | 2                      | 5                      | 5                      |
| 5                      | Khayat                 | «Call for love»        | 4                      | 20,93 %                | 5                      | 9                      | 2                      |
| 6                      | «Tvorchi»              | «Bonfire»              | 2                      | 15,44 %                | 3                      | 5                      | 4                      |

| Результати суддівського голосування | Результати суддівського голосування | Результати суддівського голосування | Результати суддівського голосування | Результати суддівського голосування | Результати суддівського голосування | Результати суддівського голосування |
| Номер                               | Пісня                               | Судді                               | Судді                               | Судді                               | Підсумок                            | Бали                                |
| Номер                               | Пісня                               | Данилко                             | Кароль                              | Дроздов                             | Підсумок                            | Бали                                |
| ----------------------------------- | ----------------------------------- | ----------------------------------- | ----------------------------------- | ----------------------------------- | ----------------------------------- | ----------------------------------- |
| 1                                   | «99»                                | 5                                   | 5                                   | 5                                   | 15                                  | 5                                   |
| 2                                   | «Vegan»                             | 1                                   | 1                                   | 1                                   | 3                                   | 1                                   |
| 3                                   | «Соловей»                           | 6                                   | 6                                   | 6                                   | 18                                  | 6                                   |
| 4                                   | «Horizon»                           | 3                                   | 4                                   | 3                                   | 10                                  | 3                                   |
| 5                                   | «Call for love»                     | 4                                   | 3                                   | 4                                   | 11                                  | 4                                   |
| 6                                   | «Bonfire»                           | 2                                   | 2                                   | 2                                   | 6                                   | 2                                   |

## На «Євробаченні-2020»
28 січня 2020 року в Роттердамі провели жеребкування між країнами-учасницями «Євробачення-2020», за результатами якого представник України, — гурт «Go-A» — мав вийти на сцену конкурсу в другій половині першого півфіналу 12 травня 2020 року. 
18 березня 2020 року Європейська мовна спілка повідомила, що пісенний конкурс не відбудеться через пандемію коронавірусу. Того ж дня НСТУ повідомила що гурт «Go_A» представить Україну на «Євробаченні-2021».